# Além da Ordem
Além da Ordem, Mais 12 Regras para a Vida é um livro de psicologia escrito pelo psicólogo clínico canadiano Jordan Peterson. O livro oferece conselhos de vida através de ensaios sobre princípios éticos, psicológicos, filosóficos, mitológicos, religiosos e ainda, histórias (pessoais e de experiência enquanto psicólogo clínico) e anedotas do autor, sendo um seguimento do livro 12 Regras para a Vida, lançado em 2018.[carece de fontes?] Este livro e o seu antecessor foram projetados em conjunto para representar o equilíbrio que ambos procuram descrever. É por isso que o primeiro tem uma capa branca e o segundo uma capa preta. São um conjunto, como o yin e o yang taoista.

## Seguimento de 12 Regras para a Vida
Nas palavras do autor: "Como aquilo que compreendemos é insuficiente (como vamos descobrindo quando as coisas que procuramos à nossa volta acabam, mesmo assim, por correr mal), precisamos de manter um pé na ordem enquanto experimentamos esticar o outro para além dela. Assim, em cima da fronteira, somos impelidos a explorar e a encontrar o mais profundo dos sentidos - suficientemente em segurança para manter o nosso medo controlado, mas aprendendo, aprendendo sempre - enquanto vamos enfrentando aquilo que ainda não aceitámos ou a que ainda não nos adaptámos. É este instinto do sentido - uma coisa bem mais profunda do que o simples pensamento - que nos orienta devidamente na vida, para não sermos dominados pelo que está para além de nós ou, o que é igualmente perigoso, ficarmos diminuídos e paralisados por sistemas de crença e convicção que se tornaram datados, são demasiado tacanhos ou, então, são enunciados como um exagero excessivo"
Assim, enquanto o primeiro livro procura conscientizar o leitor da necessidade da Ordem, o segundo, como o título indicia, vai para Além da Ordem, abordando o Caos, explicando a sua importância na manutenção do equilibrio desejado.

## Lista de Regras
1. Não denigres, descuidadamente, as instituições sociais ou as conquistas criativas.
2. Imagina quem poderias ser e, em seguida, concentra-te unicamente em lá chegar.
3. Não escondas coisas indesejadas no nevoeiro.
4. Repara que a oportunidade espreita onde a responsabilidade foi abdicada.
5. Não faças aquilo que odeias.
6. Abandona a ideologia.
7. Trabalha o mais arduamente que conseguires em pelo menos uma coisa e vê o que acontece.
8. Tenta tornar um cômodo da tua casa o mais bonito possível.
9. Se memórias antigas ainda te perturbam, escreve-as cuidadosa e completamente.
10. Planeia e trabalha diligentemente para manteres o romance na tua relação.
11. Não te permitas tornar ressentido, enganador ou arrogante.
12. Sê grato apesar do teu sofrimento.

## Regras - em que consistem
Regra 1 - Descreve a relação entre estruturas sociais estáveis e previsíveis e a saúde psicológica individual, defendendo que as estruturas, para manterem a vitalidade, têm de ser atualizadas por pessoas criativas.
Regra 2 - Analisa uma imagem da alquimia com muitos séculos, apoiando-se em várias histórias - antigas e modernas - para incidir luz sobre a natureza e desenvolvimento da personalidade humana estruturada.
Regra 3 - Alerta para os perigos de evitar a informação (vital para o rejuvenescimento contínuo da psique) assinalada pelo surgimento de emoções negativas como a dor, a ansiedade e o medo.
Regra 4 - Defende que o sentido que sustenta as pessoas em tempos difíceis se encontra não tanto na felicidade, que é volátil, mas na adoção voluntária de uma responsabilidade madura, para si e para os outros.
Regra 5 - Usa um exemplo único, retirado da experiência clínica de Peterson enquanto psicólogo, para exemplificar a necessidade pessoal e social de atender àquilo que a consciência dita.
Regra 6 - Descreve o perigo de atribuir a causa de problemas sociais e individuais complexos a variáveis únicas como sexo, classe ou poder.
Regra 7 - Sublinha a relação crucial entre avançar disciplinadamente numa direção única e o forjar de uma personalidade que é capaz de resiliência face à adversidade.
Regra 8 - Foca a importância vital da experiência estética enquanto guia para o que é verdadeiro, bom e um sustentáculo no mundo humano da experiência.
Regra 9 - Argumenta que é possível eliminar, pela exploração verbal voluntária e pela reavaliação, o horror de experiências passadas cuja recordação presente continua carregada de dor e de medo.
Regra 10 - Assinala a importância do compromisso explícito para manter a boa vontade, a consideração mútua e a cooperação sincera sem as quais não é possível manter um romance verdadeiro.
Regra 11 - Começa por descrever o mundo da experiência humana de maneira que explica o que motiva três padrões de resposta psicológica comuns, mas muitos perigosos; aponta as consequências catastróficas de se cair nas garras de qualquer um deles e indica um caminho alternativo.
Regra 12 - Defende que a capacidade de agradecer, face às tragédias inevitáveis da vida, deve ser olhada como uma manifestação essencial da admirável coragem moral necessária para prosseguir a nossa difícil caminhada montanha acima.